# هورست درير
هورست درير (بالألمانية: Horst Dreier)‏ هو محامي وأستاذ جامعي ألماني، ولد في 7 سبتمبر 1954 في هانوفر في ألمانيا.